# Західне Каванго
Західне Каванго (англ. Kavango West Region) — є однією з 14 адміністративних областей Намібії. Область утворена 8 серпня 2013 шляхом поділу області Окаванго на Західне і Східне Каванго. Площа — 23 166 км². Населення — 107 505 чол. (2011). Адміністративний центр — місто Нкуренкуру.

## Географія

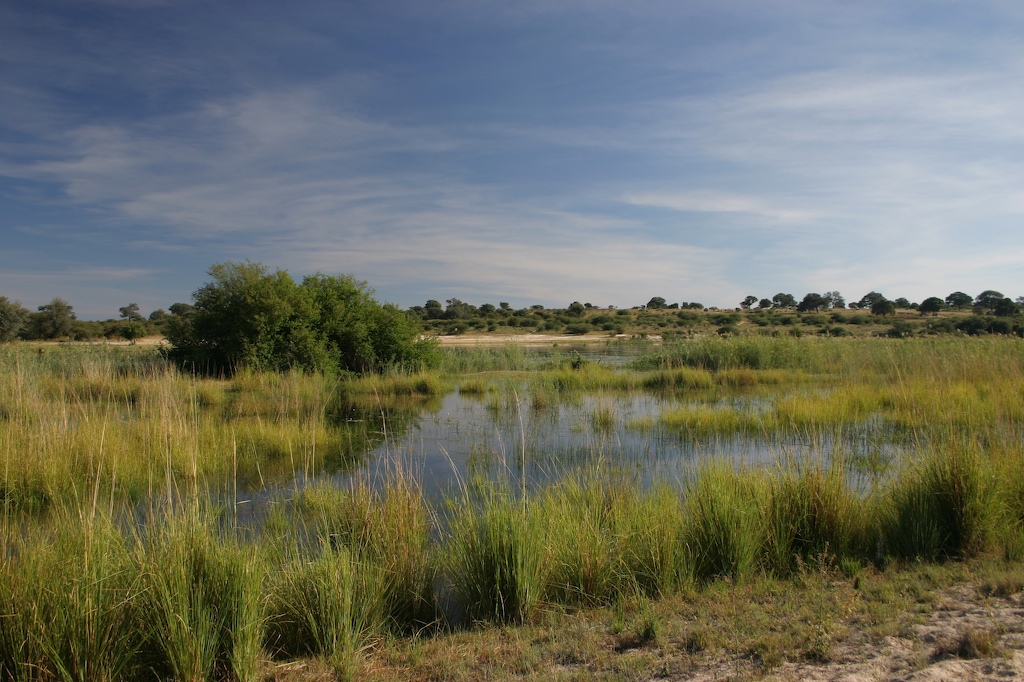
На річці Окаванго

Область знаходиться на північному сході країни. На півночі межує з Анголою по річці Окаванго.
На території області Західне Каванго розташований національний парк Мангеттена.

## Населення
Названа по імені проживаючої тут народності каванго.

## Адміністративний поділ
В адміністративному відношенні область Західне Каванго підрозділяється на 8 виборчих районів.
- Kapako
- Mankumpi
- Mpungu
- Musese
- Ncamagoro
- Ncuncuni
- Nkurenkuru
- Tondoro